# 유후 (열차)
유후(일본어: ゆふ)는 큐슈여객철도(JR큐슈)가 하카타역 ~ 오이타역 • 벳푸역 간을, 가고시마 본선, 규다이 본선, 닛포 본선을 경유하여 운행하는 특급열차이다.
본문에서는 하카타 역 ~ 유후인역 • 벳푸 역 간을 운행하는 특급 "유후인노모리"에 대해서도 기술한다.

## 개요
특급 "유후"는 1992년 7월 15일 이전에 하카타역 ~ 벳푸역 간을 운행하고 있었던 급행 "유후"를, 시코쿠여객철도(JR 시코쿠)에서 구입한 키하185계 기동차를 투입하여 특급으로 격상하여 운행을 개시했다. "유후" 자체가 운행을 개시한 것은 1961년 10월 1일에 하카타 역 ~ 유후인 역 ~ 벳푸 역 ~ 모지코역 간에 운행을 개시한 준급열차로, 운행 구간상 순환열차에 가까운 성격을 가진 열차였지만 1968년 10월 1일에 하카타 역을 기종점으로 하는 순환급행 "유노카"(ゆのか)가 본 열차에 합병되어 2왕복 체제가 되어, 하카타 역 ~ 벳푸 역 간을 운행하는 급행열차로 바뀌었다.
1980년 10월 1일, 벳푸 역 ~ 나가사키역 • 사세보역 간을 운행하던 급행 "니시큐슈"(西九州)를 하카타 역 발착으로 변경한 후, "유후"에 편입시켜 "유후"는 3왕복 체제가 되었다. 이후 "유휴"에 대한 변경을 거쳐 2013년까지 3왕복 체제이다. 또한 2004년 3월 13일부터 2011년 1월 10일까지 "유후"의 일부는 키하183계 기동차를 충당했던 "유후DX"로 운행되었었다.
특급 '유후인노모리'(ゆふいんの森)는 1989년 3월 11일에 운행을 개시한 관광열차로, 현재 규슈 각지에서 운행되고 있는 "D&S 열차"(디자인 & 스토리 열차)의 하나이다. 운행 개시 초기에는 전용 편성에 여분이 없어서 임시열차로 운행되었었다.
덧붙여, 2017년 7월에 발생한 규슈 북부 호우로 데루오카역 ~ 히타역 간의 철교가 유실되어, 운행이 중단되었다가 7월 11일부터 다른 루트로 우회하여 운행하고 있다.

### 열차명의 유래
"유후"는 분고후지토(豊後富士)라고도 불리는 오이타현 유후시에 있는 활화산인 유후다케에서 유래된 것이다. '유후인노모리'는 일본어로 '유후인의 숲'을 뜻하며, 이는 유후다케와 당시의 유후인 정(湯布院町)의 목가적인 풍경에서 유래되었다.

## 운행 개황
기본적으로 유후와 유후인노모리 두 종류의 특급열차로 운행되고 있지만, 유후인노모리가 운행하지 않는 날에는 동일한 다이어그램으로 유후가 운행된다. 유후인역, 오이타역 방면의 열차가 하행, 하카타역 방면의 열차가 상행으로 설정되어 있다.
큐슈 신칸센 가고시마 루트의 전선 개통 이후에는 정기적으로 가고시마 본선의 도스역 ~ 구루메역을 운행하는 유일한 특급열차가 되었다.

### 유후

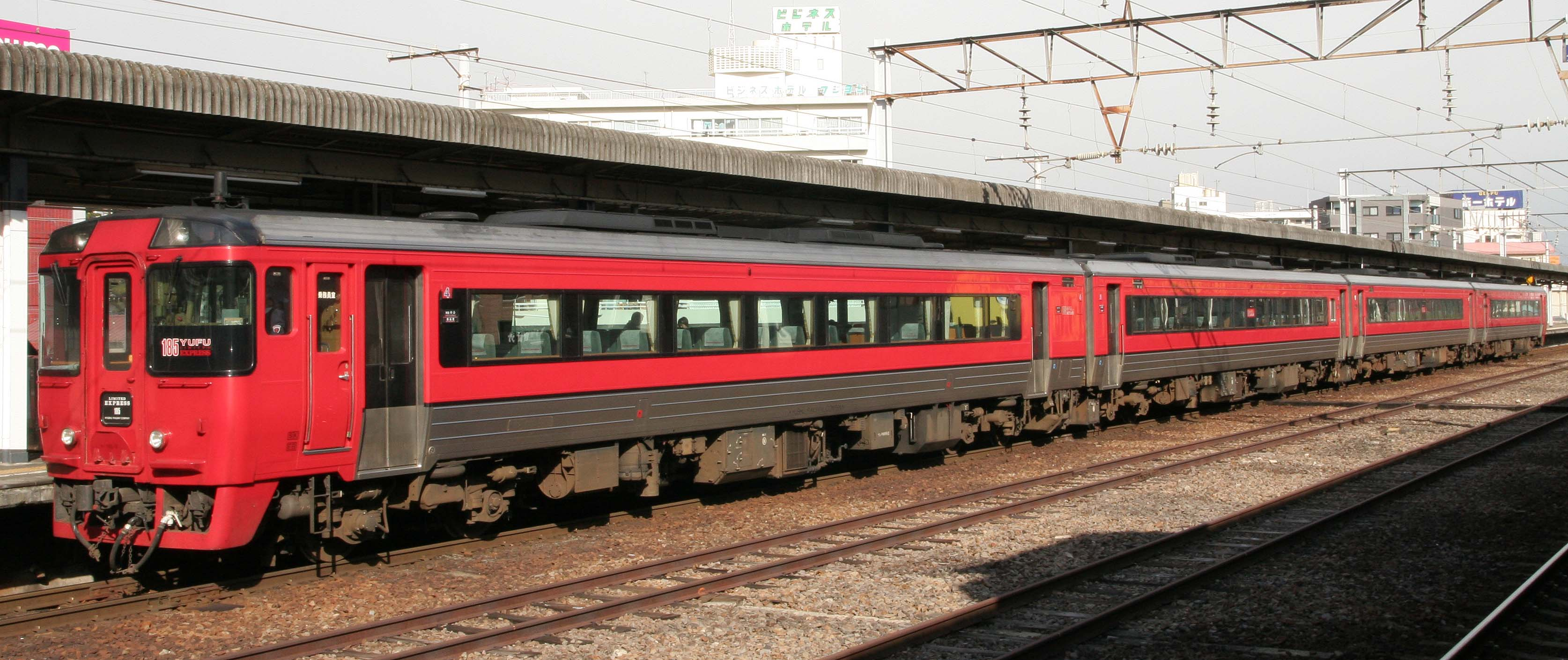
키하185계 '유후'

하카타역 ~ 벳푸역 간을 1일 2왕복(하행은 1/3호, 상행은 4/6호), 하카타 역 ~ 오이타역 간을 1일 1왕복(하행은 5호, 상행은 2호)으로 총 1일 3왕복 운행되고 있다. 열차 번호는 호수 + 80D의 형태이다.
1992년에 특급열차로 격상될 때, 3왕복 모두 벳푸 역 발착으로 운행되고 있었지만, 2001년에 1왕복은 오이타 역 발착으로 변경되었으며, 2008년 3월 15일부터는 오이타 역 고가화 사업에 따라 오이타 역 ~ 벳푸 역 간이 임시열차 취급되고, 같은 해 8월 24일부터는 운행 자체가 중단되었다. 그러나 고가화 사업의 진척에 따라 2008년 3월 다이어그램 개정 이전에 벳푸 역 발착 편에 대해서는 2012년 3월 17일의 다이어그램 개정으로 벳푸 역 발착으로 되돌려지고 있다.

#### 정차역
하카타역 - 후쓰카이치역 - 도스역 - 구루메역 - (구루메다이가쿠마에 역) - (다누시마루역) - 지쿠고요시이역 - (우키하역) - 히타역 - 아마가세역 - 분고모리역 - 분고나카무라역 - 유후인역 - 유노히라역 - 무카이노하루역 - 오이타역 - 벳푸역
- ( ) 안에 역명이 써진 역들은 일부 열차만 정차함.
  - 구루메다이가쿠마에 역은 하행 1호, 상행 4호만 정차함.
  - 다누시마루 역, 우키하 역은 하행 3/5호, 상행 2/4호만 정차함.

#### 사용 차량 및 편성
오이타 철도 사업부 오이타 차량 센터 소속의 키하 185계 기동차 3량 편성이 충당되어 있다. 그린차는 없다. 같은 키하 185계로 운행되는 호히 본선의 특급열차 '큐슈횡단특급'은 기본적으로 운용은 나뉜다.

## 같이 보기
- 조이풀 트레인